# Епархия Санкт-Пёльтена

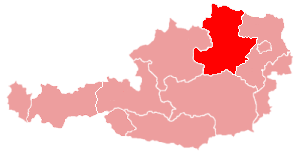
Карта расположения епархии Линца

Епархия Санкт-Пёльтена (лат. Dioecesis Sideropolitana) — епархия Римско-католической церкви с центром в городе Санкт-Пёльтен, Австрия. Епархия Санкт-Пёльтена входит в архиепархию Вены. Кафедральным собором епархии Санкт-Пёльтена является собор Успения Пресвятой Девы Марии.

## История
28 января 1785 года Святой Престол учредил епархию Санкт-Пёльтена, выделив из епархии Пассау.

## Ординарии епархии
- епископ Йохан Хайнрих фон Керенс (14.02.1785 — 26.11.1792);
- епископ Сигизмунд Антон фон Хохенварт (10.01.1794 — 29.04.1803);
- епископ Готфрид Йозеф Крютс ван Крейтс (14.03.1806 — 5.04.1815);
- епископ Йохан Непомук фон Данкешрайтер (30.06.1816 — 10.06.1823);
- епископ Йозеф Хризостомус Пауэр (10.11.1823 — 19.12.1826);
- епископ Якоб Фринт (2.01.1827 — 11.10.1835);
- епископ Йохан Михаэль Леонхард (20.02.1835 — 19.11.1835);
- епископ Михаэль Йохан Вагнер (16.11.1835 — 23.10.1842);
- епископ Антон Алоис Бухмайер (28.12.1842 — 2.09.1851);
- епископ Игнац Файгерле (2.12.1851 — 27.09.1863);
- епископ Йозеф Фесслер (23.09.1864 — 23.04.1872);
- епископ Маттеус Йозеф Биндер (7.10.1872 — 14.08.1893);
- епископ Йоханнес Баптист Рёсслер (5.01.1894 — 4.01.1927);
- епископ Михаэль Мемелауэр (18.04.1927 — 30.09.1961);
- епископ Франц Жак (1.10.1961 — 11.07.1991);
- епископ Курт Кренн (11.07.1991 — 7.10.2004);
- епископ Клаус Кюнг (7.10.2004 — 17.05.2018, в отставке);
- епископ Алоис Шварц (17.05.2018 — по настоящее время).

## Источник
- Annuario Pontificio, Libreria Editrice Vaticana, Città del Vaticano, 2003, ISBN 88-209-7422-3